# Afro-uruguaios
Afro-uruguaio refere-se a uruguaios de ancestralidade negra africana. Eles são mais encontrados em Montevidéu.

## História
Muitas vezes é afirmado na literatura acadêmica sobre o Uruguai, que a presença e o papel dos africanos no desenvolvimento desta nação são negligenciados. No entanto, afro-uruguaios contribuíram grandemente para a economia do seu país, sociedade e cultura. Primeiro, eles foram os escravos, soldados de infantaria, e artesãos cujos laços levou em conta o desenvolvimento econômico do Uruguai entre os séculos XVII e XIX. Segundo, africanos uruguaios eram os soldados cujo sangue e sacrifícios forjaram um Estado-nação independente de uma colônia espanhola, a independência que defenderam de invasores estrangeiros, primeiro a Grã-Bretanha e então o Brasil, durante as primeiras décadas do século XIX. Terceiro, negros uruguaios foram os músicos, escritores, e artistas cujas obras enriqueceram, iluminaram, e entretiveram seus concidadãos da época colonial até o presente. Além disso, até os muitos símbolos da nação no Rio da Prata, a saber, o tango e o  gaúcho, foram influenciados pela genialidade dos africanos e seus descendentes do Novo Mundo.
Na maior parte do período colonial, o porto de Buenos Aires (ver contribuição sobre afro-argentinos) serviu como o exclusivo ponto de entrada para escravos africanos no Rio da Prata. O mercantilismo espanhol tentou limitar o acesso imediato dos escravos e outras mercadorias que entravam no Novo Mundo estritamente para regular o comércio. Escravos entravam no porto de Buenos Aires, depois passavam por uma inspeção de saúde, onde então regularmente embarcavam para o interior, para Córdoba e as províncias do noroeste de Salta e Tucumán, em toda a Cordilheira dos Andes para o Chile (ver contribuição sobre afro-chilenos), e para as minas de Potosí no Alto Perú (agora Bolívia). A escassez de trabalhadores nativos da região (ao contrário do México e Peru), o desdém da elite espanhola para trabalho manual, a necessidade de empregados domésticos como símbolos de posição social, e a constante demanda de trabalhadores nas minas de Potosí combinaram para estimular o comércio escravo transatlântico e interno no Rio da Prata durante os séculos dezasseis e dezassete. Números exatos das chegadas de escravos africanos ao Uruguai no século XVI e início do XVII são imprecisas, principalmente devido ao contrabando do tráfico de escravos.

## O Candombe e suas origens
As origens do Candombe estão nas procissões cerimoniais dos "Reis do Congo" do período da escravidão africana na América do Sul. O Candombe está relacionado a outras formas musicais da origem africana encontradas nas Américas como as Cubanas son e tumba e as brasileiras maracatus e congadas. A forma tinha-se desenvolvido até o início do século XIX e foi imediatamente vista como uma ameaça às elites, que procuraram proibir a música e o sua dança em 1808. Candombe é o que sobrevive da herança ancestral das raízes bantu, trazido pelos negros que chegaram pelo Rio da Prata. Este ritmo viajou para o Uruguai com os escravos negros da África, e ainda continua forte nas ruas, salões e carnavais deste pequeno país encantador.

## Afro-uruguaios notáveis
- Richard Morales Jogador de futebol uruguaio
- Rubén Rada cantor
- Mario Regueiro Jogador de futebol uruguaio
- Obdulio Varela Jogador de futebol uruguaio
- Víctor Rodríguez Andrade Jogador de futebol uruguaio
- Virginia Brindis de Salas poeta
- Darío Silva Jogador de futebol uruguaio
- Marcelo Zalayeta Jogador de futebol uruguaio
- Déborah Rodríguez Corredora de atletismo
- Nicolás de la Cruz Jogador de futebol uruguaio